# Дуно (Италия)
Вижте пояснителната страница за други значения на Дуно.
Ду̀но (на италиански: Duno; на ломбардски: Dün, Дюн) е село и община в Северна Италия, провинция Варезе, регион Ломбардия. Разположено е на 530 m надморска височина. Населението на общината е 131 души (към 2017 г.).